# Hermánszeg
Hermánszeg là một thị trấn thuộc hạt Szabolcs-Szatmár-Bereg, Hungary. Thị trấn này có diện tích 5,2 km², dân số năm 2010 là 246 người, mật độ 47 người/km².